# جنگ‌های قهوه

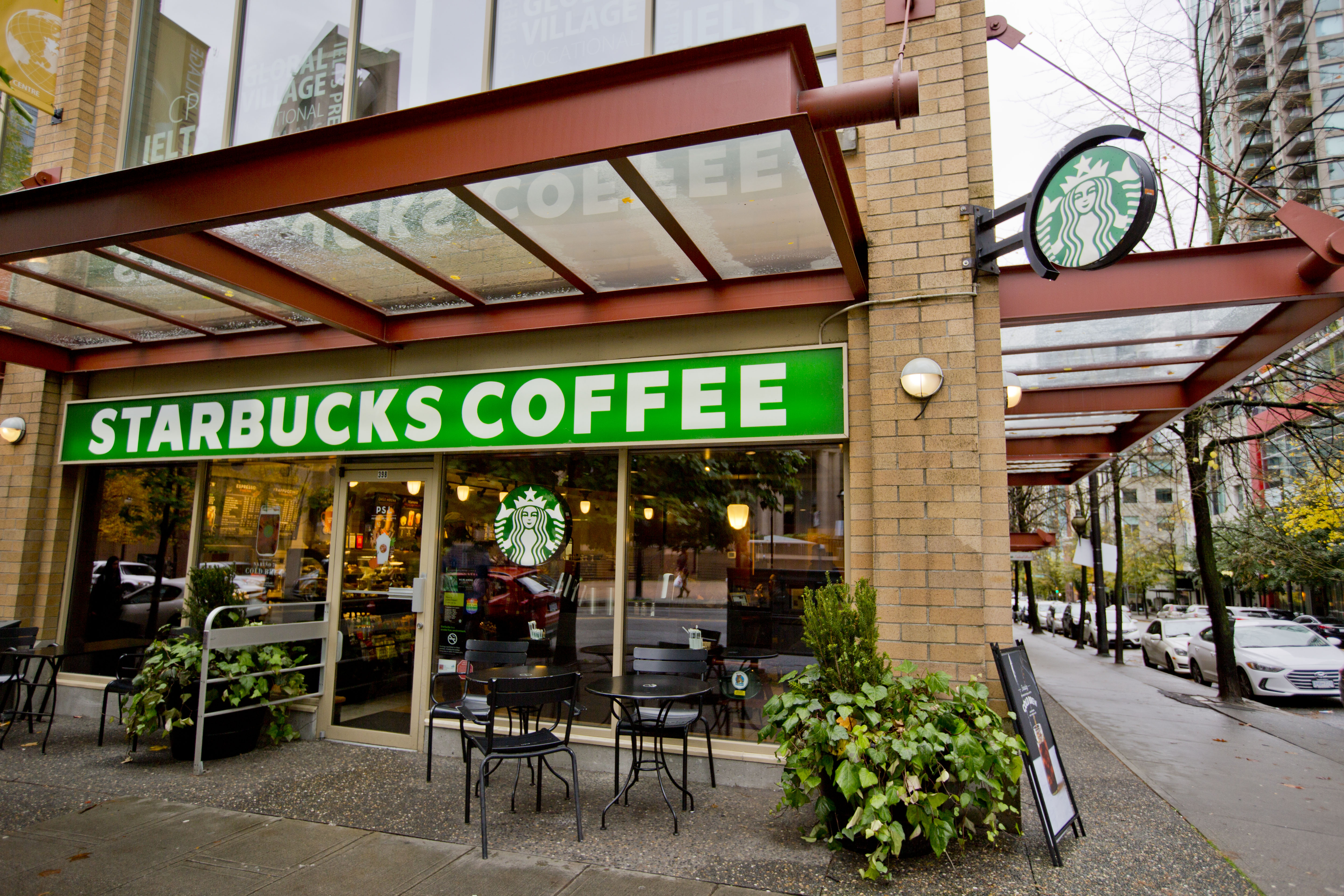
در بیشتر جنگ‌های قهوه برای تصاحب سهم بازار مشتری، استارباکس که بزرگ‌ترین کافه می‌باشد، یکی از طرف‌های درگیر است، این عکس متعلق به سال ۲۰۱۶ می‌باشد.

جنگ‌های قهوه (انگلیسی: Coffee wars) که گاهی اوقات از آن به جنگ‌های کافئین نام برده می‌شود، طیفی از تاکتیک‌های فروش و بازاریابی است، که توسط کافه زنجیره ای و کارخانجات اسپرسوساز برای افزایش اعتبار برند و بدست آوردن سهم بازار مشتری، به کار گرفته می‌شود. در آمریکای شمالی، به‌طور معمول کافه‌های بزرگ همچون استارباکس، دانکن دوناتس، مک‌دونالد و تیم هورتونز، یکی از طرفهای درگیر در این جنگ، هستند.